# Cizay-la-Madeleine

Cizay-la-Madeleine este o comună în departamentul Maine-et-Loire, Franța. În 2009 avea o populație de 476 de locuitori.